# Žlutokvětovité
Žlutokvětovité (Chloranthaceae) je jediná čeleď řádu žlutokvětotvaré (Chloranthales), náležejícího mezi nižší dvouděložné rostliny (Magnoliopsida). Jsou to aromatické byliny i dřeviny s jednoduchými vstřícnými zubatými listy a nenápadnými bezobalnými květy v klasovitých květenstvích. Vyskytují se ve vlhkých oblastech tropů a subtropů mimo Afriky a Austrálie. Některé druhy mají využití jako aromatické rostliny a v medicíně.

## Popis
Zástupci čeledi žlutokvětovité jsou byliny, keře nebo stromy se vstřícnými listy s drobnými šídlovitými palisty. Stromy bývají spíše nevysoké, druh Hedyosmum cuatrecazanum z tropické Ameriky však dorůstá výšky až 30 metrů. Často mají dobře vyvinuté opěrné pilíře u paty kmene. Některé druhy rodu Hedyosmum jsou popínavé keře. Rod Sarcandra je zajímavý tím, že v cévních svazcích stonku postrádá xylém, pravé cévy byly zjištěny pouze v kořenech. Čepele listů jsou na okraji zubaté nebo vroubkované, se zpeřenou žilnatinou. Řapíky protistojných listů jsou na bázi srostlé nebo alespoň propojené příčnou linií. Listy jsou lysé nebo chlupaté. Listy jsou při rozemnutí nápadně aromatické, kořenitá vůně může připomínat anýz, citrón nebo pepř.
Květy jsou drobné, jednopohlavné nebo oboupohlavné, s redukovaným okvětím, mohou však být podepřené miskovitým listenem. Jsou uspořádané v klasovitých, hlávkovitých nebo latovitých květenstvích. Tyčinek je většinou 1-5, s téměř přisedlými prašníky (bez nitek) a s volnými nebo na bázi srostlými konektivy. V samčích květech rodu Hedyosmum je tyčinek více a jsou srostlé v kuželovitý útvar.
Semeník je svrchní nebo polospodní, tvořený jediným plodolistem s 1 vajíčkem. Čnělka je krátká nebo je blizna přisedlá. Plodem je jednosemenná peckovice s dužnatým oplodím.

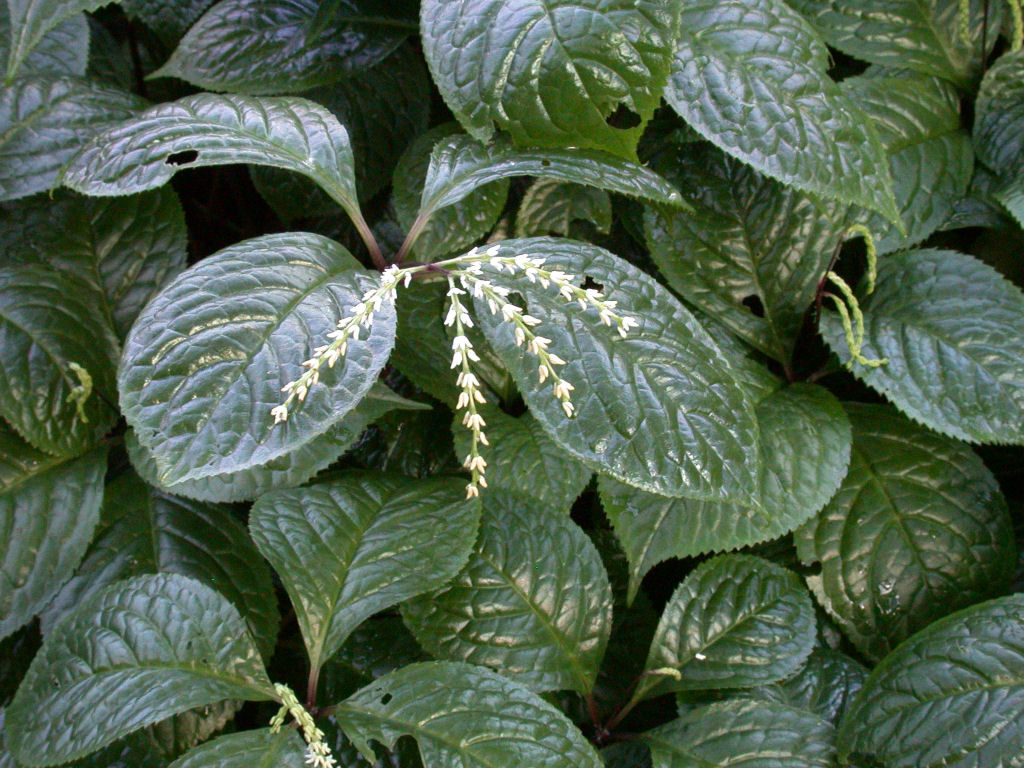
Chloranthus oldhami
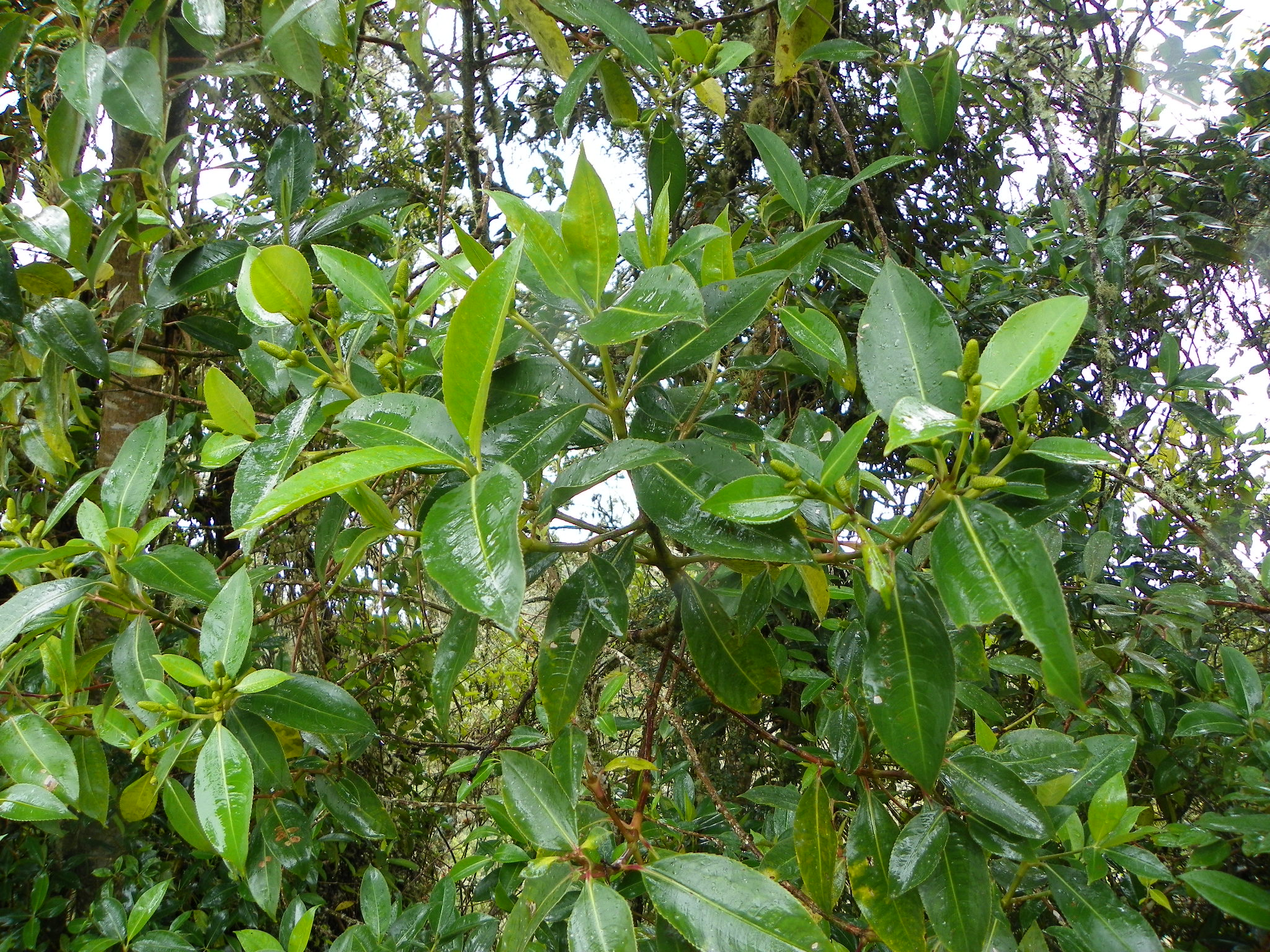
Hedyosmum racemosum
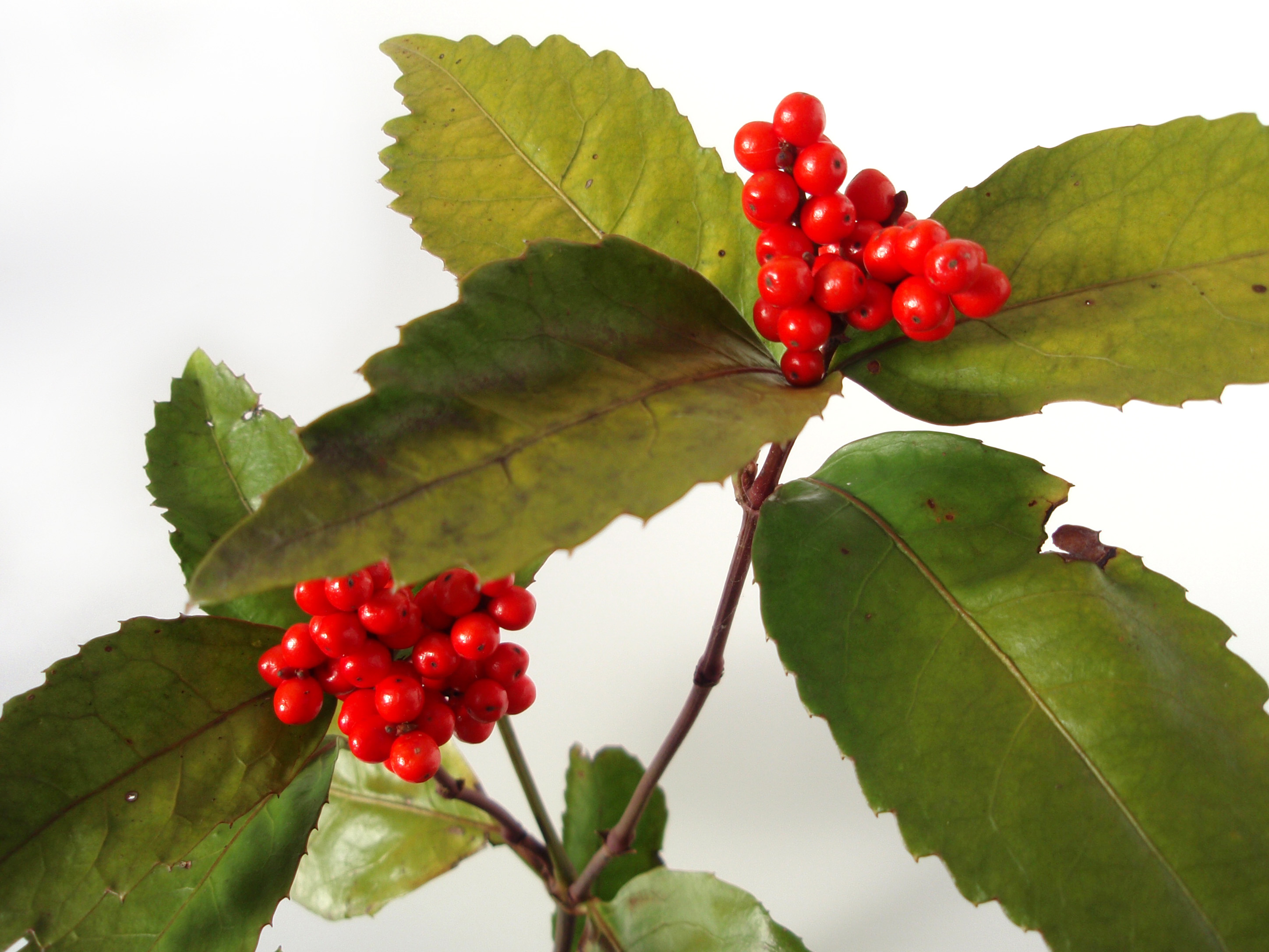
Plodící Sarcandra glabra
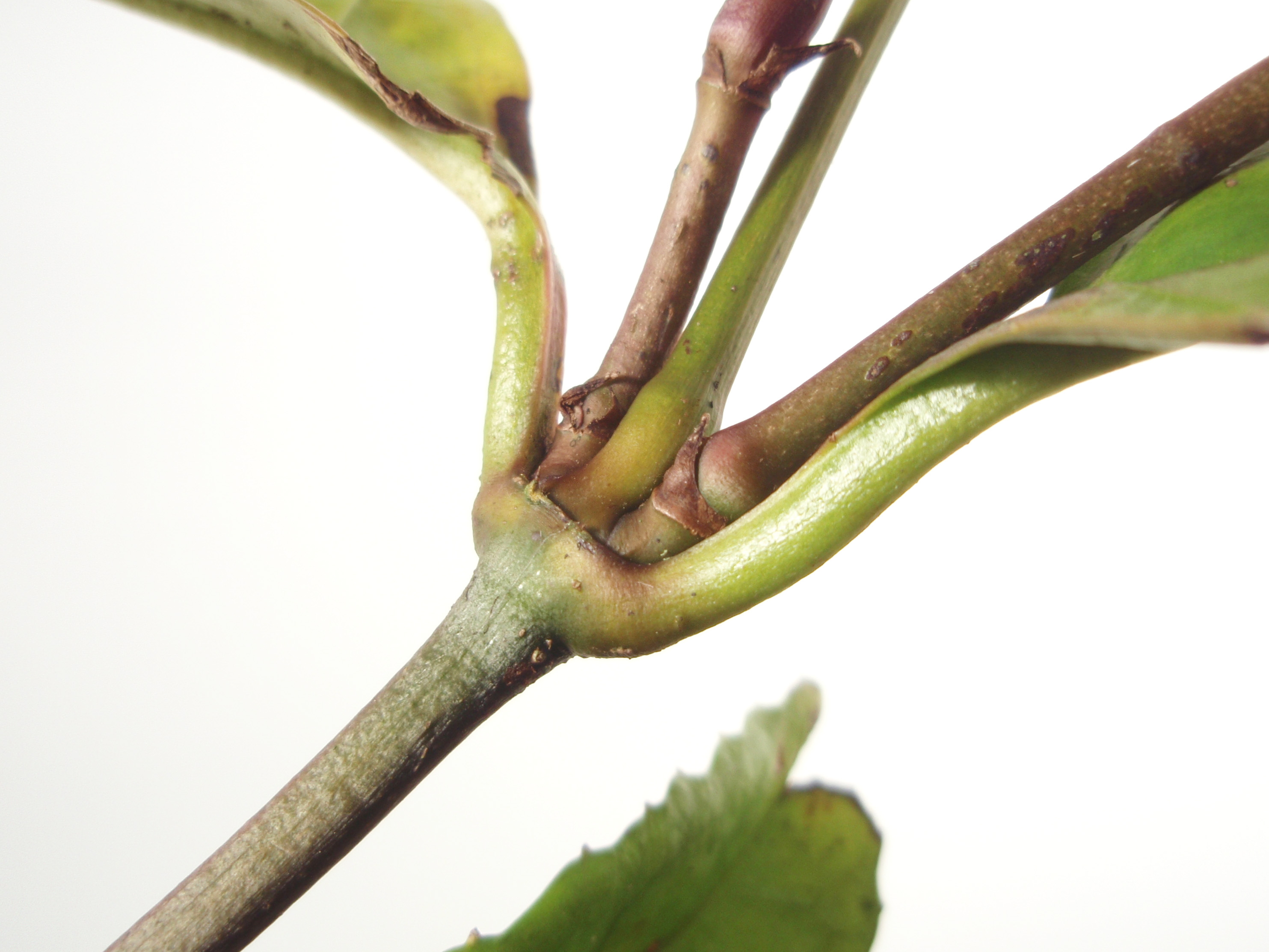
Spojené báze řapíků Sarcandra glabra

## Rozšíření
Čeleď zahrnuje asi 80 druhů ve 4 rodech. Je rozšířena ve vlhkých tropech a subtropech Asie a Ameriky a na Madagaskaru. Zcela chybí v Africe, Evropě, západní Asii, Austrálii a většině Severní Ameriky. Zástupci žlutokvětovitých rostou ve vlhkých tropických deštných lesích od nížin do montánního stupně. V tropické Americe vystupují až do nadmořské výšky 3500 metrů, v Malajsii až 3300 metrů. Některé druhy rodů Sarcandra a žlutokvět (Chloranthus) jsou rozšířeny ve východní Asii mimo tropické pásmo, podobně jako Ascarina na Novém Zélandu.
Ze 4 rodů této čeledi jsou 2 výhradně asijské (Chloranthus a Sarcandra). Rod Hedyosmum roste v Americe od Mexika a Karibiku po Peru, jeden druh se však vyskytuje v tropické Asii. Obdobně výraznou disjunkci má i rod Ascarina, rozšířený v jihovýchodní Asii a Tichomoří a pak na Madagaskaru.

## Ekologické interakce
Květy Sarcandra a Chloranthus jsou vonné a jsou zřejmě opylovány hmyzem, zatímco květy Hedyosmum jsou větrosprašné. Bílé dužnaté peckovice Chloranthus erectus jsou šířeny ptáky podobně jako červené plody Sarcandra glabra.

## Taxonomie
Čeleď Chloranthaceae byla v Cronquistově systému řazena do řádu pepřotvaré (Piperales). V současné taxonomii je řazena do samostatného řádu Chloranthales, tvořícího bazální skupinu monofyletické větve nižších dvouděložných rostlin, nazývané Magnoliids a tvořené dále řády Magnoliales, Laurales, Canellales a Piperales.

## Obsahové látky
Žlutokvětovité obsahují obdobné aromatické látky jako čeleď pepřovníkovité (Piperaceae), např. kyselinu kumarovou. Obsahové látky však byly zkoumány jen málo. Byl zjištěn silný obsah některých derivátů flavanolu, zejména kvercetin a kempferol.

## Historie
Nálezy nepochybných fosílii Chloranthaceae chybějí. Jsou známy listy nesoucí znaky této čeledi, nalezené ve spodní křídě. Byl též nalezen pyl obdobného stáří, přiřazený k této čeledi.

## Rozlišovací znaky
Čeleď je snadno rozpoznatelná podle nápadně aromatických listů, ztlustlých nodů mezi vstřícnými a na okraji zubatými listy a podle hustých klasovitých květenství, složených z bezobalných květů.

## Zástupci
- hedyosmum (Hedyosmum)
- žlutokvět (Chloranthus)[7]

## Význam
Význam rostlin z čeledi žlutokvětovité není velký, občas jsou využívány pro svoji vůni nebo v medicíně. Druh Chloranthus spicatus pěstují Číňané jako hrnkovou rostlinu pro aromatické listy. Tento druh byl také pěstován v některých oblastech Jávy na čajových plantážích k přirozenému ovonění čaje. Podobné využití má i Sarcandra glabra.
Z některých druhů Hedyosmum se připravuje lahodně vonící nápoj, který je v Ekvádoru používán jako náhrada čaje a kávy nebo jako lék při bolení hlavy, potížích se žaludkem, horečce, zevně pak na otoky a na hmyzí a hadí kousnutí.
Listy a kořeny Chloranthus erectus jsou používány ve formě nálevu při horečkách, jako stimulant a také k zotavení při některých pohlavních chorobách. Druh Sarcandra glabra je na Filipínách používán při bolestech hlavy, astma aj, v Číně k ošetřování zlomenin a nálev z listů jako adstringens při zvracení.
Oddenek Chloranthus japonicus je v Koreji využíván při léčení břišního tyfu a kožních chorob. Sarcandra glabra je dekorativní stálezelený polokeř s jasně červenými bobulemi, pěstovaný pro okrasu v teplejších oblastech Evropy. Pochází z Číny.
Některé zástupce čeledi žlutokvětovité lze zřídka vidět v českých botanických zahradách, např. Chloranthus japonicus ve sbírkách Pražské botanické zahrady v Tróji.

## Přehled rodů
Ascarina (včetně Ascarinopsis), Chloranthus, Hedyosmum, Sarcandra